# Renche
Renche (llamada oficialmente Santiago de Renche) es una parroquia y una aldea española del municipio de Samos, en la provincia de Lugo, Galicia.

## Organización territorial
La parroquia está formada por cinco entidades de población:
- Lastres
- Lourido Grande
- Renche
- Toca
- Vigo do Real

## Demografía

### Parroquia
| Gráfica de evolución demográfica de Renche (parroquia) entre 2000 y 2021 |
|                                                                          |
| Datos según el nomenclátor publicado por el INE.                         |

### Aldea
| Gráfica de evolución demográfica de Renche (aldea) entre 2000 y 2021 |
|                                                                      |
| Datos según el nomenclátor publicado por el INE.                     |